# Sachicasaurus
Sachicasaurus („ještěr z obce Sáchica“) byl rod dravého mořského plaza pliosaura, žijícího v době před 130 až 120 miliony let (geologický věk barrem až apt, spodní křída) na území dnešní Kolumbie (Východní Kordillery), geologické souvrství Paja. Formálně byl typový druh S. vitae představen v odborné literatuře roku 2018 a formálně popsán byl o rok později. Rodové jméno odkazuje k vesnici, u níž byl objeven, druhové (vita = lat. život) pak k „oživení“ turismu ve zmíněné vesnici, které nález vyvolal.

## Popis

Sachicasaurus – porovnání rozměrů s velikostí člověka.

Holotyp nese označení MP111209-1 a jedná se o téměř kompletní fosilní lebku, množství obratlů a částečně dochovanou kostru končetin. Nápadným anatomickým znakem je výrazně zkrácená spodní čelist (mandibula) a spolu s ní i počet mandibulárních zubů. Jednalo se o značně velkého tvora, dochovaný jedinec měřil zaživa asi 10 metrů na délku a přitom se jednalo o dosud subadultního (dosud nedospělého) zástupce. Pravděpodobně se jednalo o zástupce kladu Thalassophonea.

## Další objevy
V sedimentech souvrství Paja byly objeveny také tříprsté fosilní otisky teropodních dinosaurů, žijících v této oblasti (okolí Villa de Leyva, oblast Boyacá) v období geologického věku hauteriv, přibližně před 133 až 126 miliony let.